# Emilio Naudin
Emilio Naudin (Parma, 23 de octubre de 1823 - Bolonia, 5 de mayo de 1890) fue un tenor italiano de ascendencia francesa.
Comenzó estudiando medicina en Parma, pero luego se trasladó a Milán para estudiar canto con Giacomo Panizza. Debutó en 1843 en Cremona con Saffo, de Pacini. Comenzó una carrera por los principales escenarios de Italia (particularmente en Roma y Génova), en la que tuvo gran éxito cantando los roles de Verdi. Se presentó en el Teatro Real de Madrid en 1857 con I due Foscari e I puritani . En 1858 debutó en Londres, donde cantaría habitualmente en todos los teatros de la ciudad, particularmente en Covent Garden, donde estuvo contratado entre 1863 y 1872. 

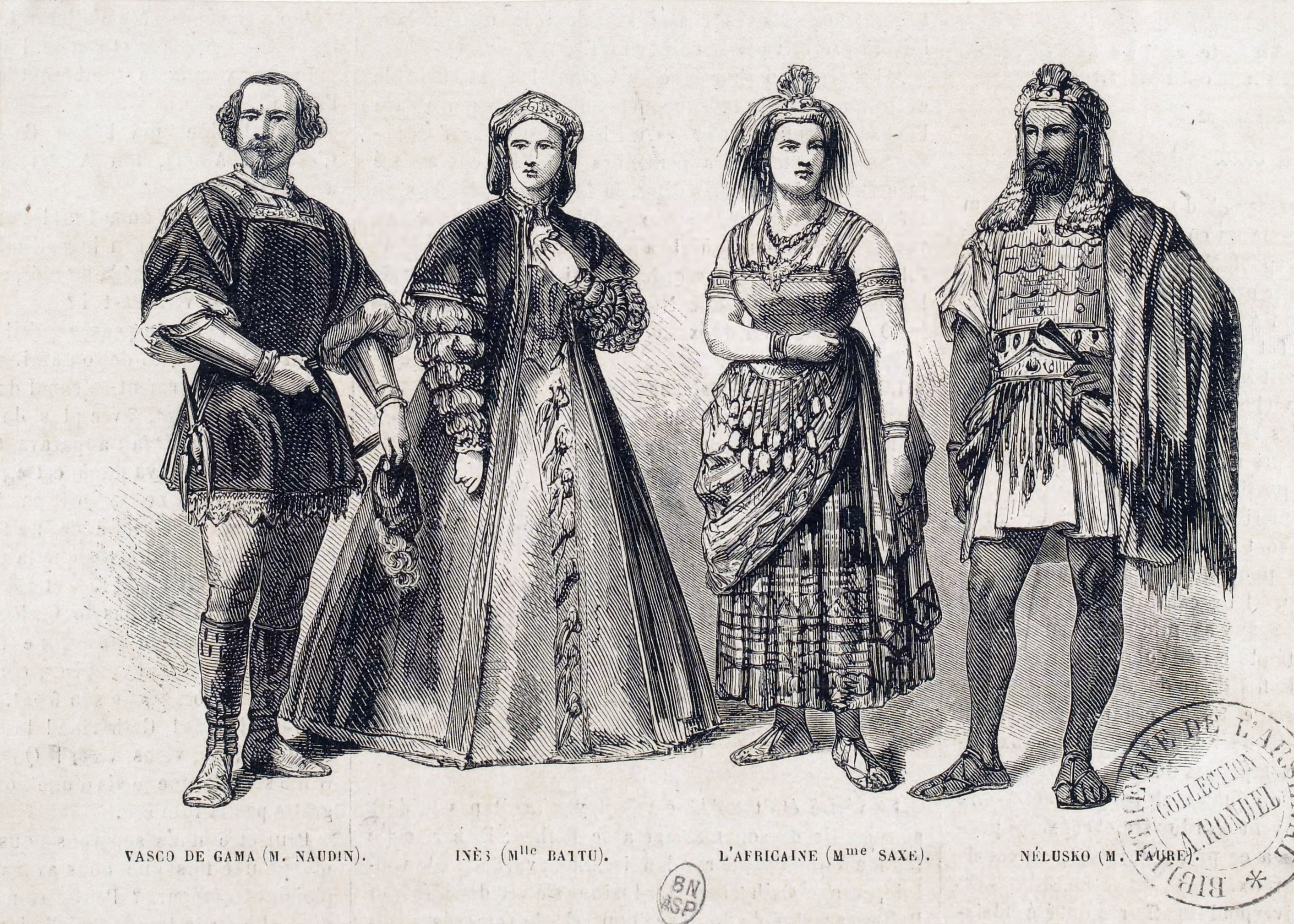
Emilio Naudin, primero por la izquierda, junto a los protagonistas del estreno de L'Africaine, en 1865.

En París cantó desde 1862, donde destacó en Lucia di Lammermoor, Lucrezia Borgia, Rigoletto y Così fan tutte. En la ópera de París cantó en el estreno, en 1865, de L'Africaine, de Meyerbeer. Al parecer, Meyerbeer, que había fallecido antes del estreno de la obra, había dejado establecido en su testamento que Naudin debía estrenar el papel de Vasco de Gama en su última ópera. Tras este acontecimiento, por el que cobró una astronómica suma para la época, Naudin permaneció contratado en la ópera de París durante dos años más.
Al final de su carrera se inició en el canto wagneriano, cantando Lohengrin (en italiano) en diversos teatros de Inglaterra (aunque no en Londres) y Tannhäuser en Moscú.
Se le admiró por la potencia penetrante de su voz y su gran musicalidad, además de su elegante apariencia en el escenario, aunque parece que era un actor mediocre. Abandonó su carrera a causa de una parálisis progresiva, que finalmente lo llevó a la muerte.